# Lynda Benglis
Lynda Benglis (Lake Charles, 25 de octubre de 1941) es una escultora y artista visual estadounidense conocida principalmente por sus pinturas en cera, sus esculturas de látex y sus fotoperformances en la década de los 70 en donde parodia los estereotipos sexuales y de género. Actualmente vive entre las ciudades de Nueva York, Santa Fe, Nuevo México, Kastellorizo, Grecia y Ahmedabad, India.

## Primeros años
Benglis nació el 25 de octubre de 1941 en Lake Charles, Luisiana. Ella es grecoamericana. Mientras crecía, su padre Michael dirigió un negocio de materiales de construcción. Su madre era de Misisipi y fue la hija de un predicador. Ella es la mayor de cinco hijos. Benglis asistió a la McNeese State University en Lake Charles, Luisiana. En 1964 obtuvo un BFA en el Newcomb College de Nueva Orleans, que entonces era el colegio de mujeres de la Universidad de Tulane, en donde estudió cerámica y pintura. Después de graduarse, enseñó tercer grado en la parroquia Jefferson, en Luisiana. En 1964, Benglis se mudó a Nueva York. Allí entró en contacto con muchos de los artistas influyentes de la década como Andy Warhol, Donald Judd, Sol LeWitt, Eva Hesse y Barnett Newman. Luego estudió pintura en la Brooklyn Museum Art School. Allí conoció al pintor escocés Gordon Hart quien fue su primer marido por un breve período de tiempo. Más tarde, Benglis declaró que se casó con Hart para ayudarlo a evitar la conscripción. También tomó un trabajo como asistente de Klaus Kertess en la Galería Bykert antes de pasar a trabajar en la Galería Paula Cooper. En 1979 conoció a su compañero de vida, Anand Sarabhai durante un viaje a Ahmedabad, India (para aquellos que no están familiarizados con los nombres indios, Anand era un varón, hijo de sus anfitriones en ese viaje a la India). Sarabhai murió en febrero de 2013.

## Carrera
El trabajo de Benglis destaca por una inusual mezcla de imaginería orgánica y por la confrontación con nuevos medios que incorporan influencias como Barnett Newman y Andy Warhol. Sus primeros trabajos utilizaron materiales como cera de abejas, luego grandes piezas de poliuretano en la década de 1970 y, más adelante, pan de oro, zinc y aluminio. La validez de gran parte de su trabajo fue cuestionada hasta la década de 1980, debido a su uso de la sensualidad y la fisicalidad.
Los vertidos de látex y poliuretano de Benglis de finales de los años sesenta y setenta marcaron su entrada en el mundo del arte de Nueva York. Al mismo tiempo, ella también estuvo trabajando con "pequeñas pinturas en relieve encáustico".
Al igual que otros artistas como Yves Klein, Benglis imitaba los métodos de pintura de Jackson Pollock. Obras como Fallen Painting (Pintura caída) (1968) hablan de una aproximación a una perspectiva feminista. Para este trabajo, Benglis untó pintura Day-Glo en el piso de la galería invocando "la depravación de la 'mujer caída'" o, desde una perspectiva feminista, una "víctima propensa al deseo masculino fálico". Su obra "Contraband" (Contrabando) llevó el estilo de Pollock de arrojar pintura a un nuevo nivel, al convertirlo completamente en su método. Lo hizo eliminando el uso de un lienzo y creando la obra directamente sobre el piso. Estas piezas para suelo, orgánicas y de brillantes colores, tenían la intención de perturbar el movimiento minimalista, dominado por los hombres, con su provocación y franqueza.
Al igual que otras artistas femeninas, se sintió atraída por la novedad de un medio que no estaba corrompido por artistas masculinos. La estructura del nuevo medio en sí, desempeñaba un papel importante al abordar preguntas sobre la identidad femenina en relación con el arte, la cultura pop y los movimientos feministas dominantes en ese momento.
En la década de 1970, recurrió al vídeo como una extensión de su obra escultórica, produciendo más de una docena de obras entre 1972 y 1977. Benglis se introdujo en la fundición de metales a mediados de la década de 1980, sobre todo en una serie de proyectos de fuentes públicas.
Benglis ha sido profesora o artista visitante en la Universidad de Rochester (1970-1972), la Universidad de Princeton (1975), la Universidad de Arizona (1982) y la Escuela de Artes Visuales (1985-1987).

### Anuncio de Artforum

#### Historia
Benglis, al sentirse subrepresentada en una comunidad artística dirigida por hombres, se enfrenta al "ethos masculino" al publicar en algunas revistas una serie de anuncios que satirizaban a las chicas pin-up, a las actrices de Hollywood y a las representaciones tradicionales de modelos femeninas desnudas en obras de arte canónicas. Benglis eligió como medio a los anuncios de revistas porque estas le permitían el control completo de una imagen, en lugar de permitir que se publicara a través de comentarios críticos. Esta serie culminó con una particularmente controvertida, en la edición de noviembre de 1974 de Artforum, en la que Benglis posó agresivamente con un gran consolador de látex y un par de gafas de sol, promocionando su próxima exposición en la Galería Paula Cooper. Benglis pagó $ 3000 por el anuncio de Artforum. Una de sus ideas originales para el anuncio había sido que ella y su socio colaborador Robert Morris trabajaran juntos como una pin-up doble, pero finalmente encontró que usar un consolador doble era suficiente ya que descubrió que era "tanto masculino como femenino". Morris también publicó un anuncio de su trabajo en el Artforum de ese mes, en donde se presentaba a sí mismo con todo el atuendo "Butch" S&M.

#### Teoría
Además de esta desarticulación de la tradición del desnudo femenino pasivo, Benglis estuvo trabajando en diálogo con el discurso popular sobre género y performatividad de género, publicado en el momento de su ejecución. En particular, Benglis parece estar socavando la teoría de June Wayne sobre el "mito demoníaco" en el que los hombres, al asumir su identidad de género, son responsables de una postura y performatividad similares al de las mujeres, pero en lugar de defender los valores "femeninos" de pasividad, modestia y gentileza, encarnan una apariencia de hipermasculinidad compensatoria y bravuconería heroica. Al adoptar un falo, Benglis enturbia física y simbólicamente la distinción hecha entre estos dos tipos de performatividad de género y, en última instancia, los anula, lo que da lugar a una afirmación positiva del poder sexual y cultural de la feminidad.

#### Recepción y crítica.
La artista Barbara Wagner afirma que Benglis muestra que incluso con la apropiación del falo como un signo freudiano de poder, no cubre su identidad femenina y sigue enfatizando una inferioridad femenina. Rosalind Krauss y otros miembros del personal de Artforum atacaron el trabajo de Benglis en la edición del mes siguiente, describiendo el anuncio como "explotador" y "brutalizador". La crítica Cindy Nemser de The Feminist Art Journal también rechazó el anuncio, alegando que la imagen mostraba que Benglis tenía "tan poca confianza en su arte que tuvo que recurrir a un pervertido pastel de queso para empujarse a si misma a la cima". El anuncio de Morris, sin embargo, generó pocos comentarios, proporcionando evidencia sobre el punto de vista de Benglis acerca de que los artistas masculinos eran alentados a promocionarse, mientras que las mujeres era castigadas por hacerlo. Finalmente, Benglis hizo cinco esculturas de plomo tomando como modelo al consolador con el que posó en la portada de Artforum —cada una titulada Smile—, una para cada uno de los editores de Artforum que escribieron para quejarse de su anuncio.

### Retrospectivas, exposiciones y encuestas.

#### 2009 Retrospectiva del Museo Irlandés de Arte Moderno (IMMA)
El trabajo de Benglis estuvo muy descuidado durante mucho tiempo. Sin embargo, en 2009, una retrospectiva de 40 años, organizada por el Museo Irlandés de Arte Moderno, sirvió para reconocer su carrera. La exhibición la mostró bajo su verdadera luz como una figura principal en el arte contemporáneo. No solo mostró su gran cantidad de su trabajo, sino que también mostró su entusiasmo por abordar temas controversiales. La exposición se centró en las décadas de 1960 y 1970, cuando su trabajo estaba más involucrado con el vínculo entre la pintura y la escultura. Incluía las piezas de pared en forma de rombo de capas de cera multicolor que Benglis comenzó a hacer en 1966, con las que honraba los famosos métodos de goteo de Jackson Pollock. También incluyó sus relieves murales con forma de corbata de nudo de la década de 1970 y algunos de sus vídeos. También se mostró su trabajo de los años ochenta y noventa, representado por algunos de sus famosos pliegues, en los que rociaba metal líquido sobre esqueletos de malla de alambre de gallinero, y dos vídeos de cada una de las décadas. 
En las versiones estadounidenses de la exposición, se mostraron más obras de los años 80 y 90, incluida su cerámica. Estas piezas fueron hechas de arcilla y moldeadas a mano para que los espectadores pudieran sentir la fabricación de las mismas: el extorsionamiento, el doblado y el lanzamiento del material resistente a la humedad. Los esmaltes parecían ser arrojados de una manera casual, lo que trae a la mente el movimiento expresionista abstracto del arte en el que estaba involucrada Benglis. Las piezas de cerámica tienen una calidad artesanal que afecta los sentidos, tanto los impulsados por el deseo como los sombríos, mientras que los colores sugieren el brillo de la cultura comercial. 
Concentrándose en los primeros trabajos de Benglis, los curadores la ubicaron en una posición importante dentro del arte diverso de los años 70, un período de tiempo que se considera que sentaron las bases para la amplia gama de expresiones que continúan creciendo hasta nuestros días. La disposición y la capacidad de Benglis para mezclar tropos de género con sus escalas heroicas y sus brillantes acabados coloridos, mientras se ríe irreverentemente de las opiniones de cada franja moral, la diferencian de las costumbres comunes del feminismo y del sexismo del mundo del arte. Su trabajo también se considera importante por su meticuloso conocimiento del proceso y los materiales utilizados. Cada pieza produce su propia comprensión física. "Ellas provocan reacciones viscerales mientras dan la bienvenida a asociaciones y ambigüedades abiertas".

#### 2011 Show en el New Museum
En 2011, The New Museum organizó una exposición que abarcaba cuatro décadas de producción de obras escultóricas de Benglis, con vídeos complementarios, Polaroids y recortes de revistas. La muestra recibió grandes elogios en la revista The New Yorker que advirtió a los espectadores que se "prepararan para ser pisoteados".

#### 2012 Thomas Dane Gallery en Londres
Este estudio posterior se centró en la amplitud exploratoria de materiales con los que Benglis experimentó a lo largo de su carrera: espuma de poliuretano, vidrio, esmalte, acero inoxidable, cera de abejas y látex vertido. Fue su primer estudio importante en el Reino Unido. 

#### 2015 Storm King Art Center en Mountainville, Nueva York
Lynda Benglis: Water Sources (Fuentes de agua) fue la primera exposición centrada en las fuentes de agua al aire libre que Benglis ha desarrollado desde principios de la década de 1980. En términos más generales, esta presentación tomó como punto de partida el interés por el agua y el paisaje que Benglis ha explorado a lo largo de los últimos treinta años de su carrera.

#### 2016 Cheim & Read en Nueva York
En este nuevo trabajo presentado en la galería Cheim & Read en Nueva York, Benglis recurrió al papel hecho a mano que envolvió alrededor de gruesas armaduras de alambre, a menudo pintando la superficie de tonos arena con colores metálicos brillantes compensados por trazos de negro profundo a base de carbón. En otras ocasiones, el papel se dejaba prácticamente desnudo. Como Nancy Princenthal escribe en su ensayo publicado en el catálogo que acompañaba a la exposición, estas obras reflejan el entorno en el que fueron realizadas, el paisaje "seco y ventoso" de Santa Fe, Nuevo México. Como contrapeso a las esculturas de papel, Benglis también exhibió "The Fall Caught" (La caída atrapada), un trabajo de aluminio a gran escala realizado mediante la aplicación de espuma en aerosol en lugar de tiras de papel hechas a mano en la armadura de alambre de gallinero, así como una nueva serie de cerámica negra en espiral, hecha a mano, llamada "collar de elefante".

#### 2016 Galería Thomas Brambilla en Bérgamo, Italia
En diciembre de 2016, Lynda Benglis tuvo su primera exposición individual en Italia titulada "Benglis and the Baroque" (Benglis y el Barroco), en la galería Thomas Brambilla. La exposición incluía una serie de Torsos de mármol a gran escala hechas especialmente para la muestra. "Benglis y el Barroco" exploró el interés que Benglis tenía desde hace tiempo por la escultura barroca; al igual que Gianlorenzo Bernini, Benglis busca congelar la intensidad del momento y fusionar la belleza y la sensualidad en espectaculares gestos congelados. La atención de Benglis a los materiales y la continua investigación sobre lo "extravagante", están en total acuerdo con la poética barroca.

#### Bergen Assembly, 2016, en Bergen, Noruega
A lo largo de 2016, Bergen Assembly en Bergen, Noruega, presentó un ciclo de eventos, publicaciones y exposiciones sobre la práctica artística de Lynda Benglis. Fue curada por Rhea Dall y Kristine Siegel, en el Centro PRAXES de Arte Contemporáneo.

#### 2016 Museo Internacional del Barroco en Puebla, México
El Gobierno de Puebla presentó el trabajo de Lynda Benglis "Cuerpos, Materia y Alma: Las Esculturas de Lynda Benglis" como la segunda exposición temporal en el Museo Internacional del Barroco. Las exuberantes formas, pliegues y contorsiones, la variedad de materiales, texturas y colores, además del tamaño de las esculturas, expresaron una nueva sensibilidad en el arte neobarroco: contemporáneo, atrevido y dinámico. El propósito de Benglis era entablar un diálogo con la arquitectura de Toyo Ito, el diseñador del museo, y expresar su cariño por México.
2019 Museo Goulandris de Arte Cicládico en Atenas, Grecia
La Organización NEON para la Cultura y el Desarrollo organizó la primera exposición individual de Lynda Benglis en el Museo Goulandris de Arte Cicládico, en un país que ha jugado un papel importante en su vida y visión: Grecia. La exposición Lynda Benglis: In the Realm of the Senses (En el reino de los sentidos) reunió 36 de las creaciones únicas del artista, que abarcan medio siglo desde 1969 en adelante.

### Colaboraciones
Benglis creó una serie de impresiones como parte de una colaboración con el maestro impresor Stan Baden y el Print Research Institute of North Texas Archivado el 15 de abril de 2019 en Wayback Machine. en la Universidad del Norte de Texas. 

### Trabajo de vídeo
Durante la década de 1970, Benglis entabló diálogos relacionados con el movimiento feminista a través de su arte, al ser pionera en un cuerpo radical de trabajo en vídeo, compuesto por quince vídeos. En 1971 recurrió al videoarte para explorar un medio que pudiera comunicar más fácilmente su políticas feministas. Los vídeos, basados en las performaces de Benglis, confrontan cuestiones de género e identidad, haciendo referencia a la representación, a la construcción social de las mujeres y su sexualidad, así como a la interacción entre el espectador y el artista, el yo y la ambigüedad. Aunque las esculturas de Benglis hacen referencia a la sexualidad a través de los materiales y la formas sutilmente erotizadas, su obra en vídeo aborda el tema de manera conceptual y más explícita.
El interés de Benglis por la forma humana que podemos ver a través de su obra escultórica, se hace presente en sus vídeos a través del constante tema de la autorreflexividad. El vídeo ofrece una representación directa de una figura, de una historia de la cultura popular y de una forma de ilustrar cuerpos que interactúan en el espacio, lo que lo hace útil para el discurso feminista. Benglis utiliza diversas manipulaciones técnicas del vídeo como un medio que complica los límites de la forma visual y resalta las mediaciones del yo, incluida una técnica recurrente al filmar diversas pantallas de televisión que reproducen vídeos que ella había filmado anteriormente, a menudo con varias capas de profundidad. De esta manera, expone aún más la interfaz entre las realidades internas y externas, utilizando y reproduciendo su propio cuerpo e imagen a través de manipulaciones de vídeo, interactuando con su propia imagen y voz, y confundiendo la percepción del tiempo y del espacio del espectador. En consecuencia, el trabajo de Benglis desestabiliza lo que tradicionalmente se cree que son las "propiedades inherentes" del vídeo, como la vitalidad y el tiempo "real", la orientación y las relaciones espaciales, y la separación del creador y la creación.
En 1971, Benglis comenzó a colaborar con Robert Morris y produjo su primer trabajo en vídeo, Mumble (Murmullo)(1972) y Morris's Exchange (El intercambio de Morris) (1973), que también surgió de esta colaboración. Mumble presenta figuras dispuestas en el espacio a través de diversas pantallas. Frecuentemente, la artista anunciará la relación entre ellas con la persona fuera de cámara, en ocasiones llamándolos con diferentes nombres y etiquetándolos con diferentes e incompatibles roles. El espectador desconfía del narrador, cuestionando el papel y la autoridad de cualquier voz en off. Otras declaraciones en este vídeo mencionan descripciones como "Robin está tejiendo en el estudio de abajo" o "el teléfono está sonando". La naturaleza directa de estas declaraciones contrasta con la confusión creada por las repeticiones en las pantallas. El espectador no tiene forma de saber si el teléfono está sonando mientras el artista está filmando el vídeo final, o cuando estaba filmando a Morris en la capa inferior o en la capa intermedia. El sentido distorsionado del tiempo y del espacio funciona para cuestionar el privilegio de la visualidad en una cultura tan fuertemente visual, ofreciendo una crítica de la televisión como medio, así como la potencial veracidad de cualquier imagen. 
Benglis completó otros cuatro vídeos en 1972, a saber, Noise (Ruido), Document (Documento), Home Tapes Revised (Cintas caseras revisadas) y On Screen (En pantalla). Todos presentan su técnica de pantalla repetitiva. Document y On Screen presentan temas feministas particularmente fuertes, y ambos presentan a la artista directamente. Document presenta una progresión experimentada por la artista, desde la dirección hasta el director, terminando con su información de derechos de autor yuxtapuesta a su propia imagen. De esta manera, ella reclama y mantiene el control de su imagen: un acto feminista para una artista femenina. Del mismo modo, On Screen muestra a la artista haciendo muecas ante la cámara en capas repetitivas de vídeo. Ella realiza expresiones que recuerdan a las que las personas hacen frente a un espejo cuando nadie está mirando, las que luego magnifica tres veces a través de la repetición. De esta manera, bloquea para los demás el estado emocional y la interpretación potencial de su imagen. 
Uno de sus vídeos más conocidos es Female Sensibility (Sensibilidad femenina) (1973), que muestra a la artista besando y lamiendo la cara de su compañera Marilyn Lenkowsky. Muchas otras de las primeras películas en solitario de Benglis fueron manipuladas, editadas y regrabadas de forma muy técnica, combinándose en secuencias de vídeo actuales y pasadas para acentuar la sensación de artificio. Por ejemplo, en Now (Ahora) (1973), la cara de la artista se muestra de forma recurrente, pero esta vez el marco de auto-evidencia de la televisión está recortado. La artista superpone un vídeo —en donde ella grita órdenes como "¡Ahora!" o "¡Comienza a grabar!"—, sobre otro vídeo antiguo en el que ella, aparentemente, hace eco del grito, difuminando la línea entre el documental y la actuación, al mismo tiempo que hace que sea difícil decir cual imagen de la artista pertenece al presente, cuál al pasado y, por lo tanto, cuál de ellas está verdaderamente realizándose.
En Noise (1972) Benglis emplea la reproducción mecánica a través de cintas de retroalimentación en bucle. A lo largo de Noise, ella reproduce un conjunto de bandas sonoras e imágenes grabadas similares, para introducir, de manera progresiva, cantidades cada vez mayores de distorsión. La conversión en bucle y en capas de los componentes auditivos y visuales, enfatiza los límites de la inteligibilidad, lo que da lugar a la disociación entre la imagen y el sonido. En On Screen (1972), Benglis involucra visualmente una infinita regresión del tiempo y del espacio, de manera similar, manipula los contenidos de las cintas de vídeo para confundir el sentido del tiempo del espectador. La secuencia de la creación, presentada como un autorretrato de género, queda fuertemente oscurecida por la repetición en capas de los componentes auditivos y visuales. A través de este ejercicio de desincronización audiovisual, las nociones de "yo original" y "producción original" se ven complicadas por las capas de autoimágenes presentadas simultáneamente con capas de "yo". Al hacerlo, Benglis enfatiza que el vídeo como medio se basa en la reproducción mecánica, subvirtiendo así la noción clásica de autenticidad y reproducción en las bellas artes.

### Trabajos seleccionados
Las obras de Lynda Benglis distribuidas por el Video Data Bank incluyen: 
- The Amazing Bow Wow (1976), 30:07 min, color, sonido
- Collage (1973), 9:30 min, color, sonido
- Discrepancy (1973), 13:44 min, blanco y negro, sonido
- Document (1972), 6:08 min, blanco y negro, sonido
- Enclosure (1973), 07:23 min, blanco y negro, sonido
- Female Sensibility (1973), 13:05 min, color, sonido
- The Grunions are Running (1973), 5:41, en blanco y negro, sonido
- Home Tape Revised (1972), 28:00 min, blanco y negro, sonido
- How's Tricks (1976), 34:00 min, color, sonido
- Monitor (1999), 00:20 min, color, sonido
- Mumble (1972), 20:00 min, blanco y negro, sonido
- Noise (1972), 07:15, blanco y negro, sonido
- Now (1973), 11:45 min, color, sonido
- On Screen (1972), 7:45 min, blanco y negro, sonido

## Exposiciones
El 4 de noviembre de 2009, se inauguró la primera retrospectiva europea de Benglis en el Museo Irlandés de Arte Moderno, en Dublín, donde se extendió hasta el 24 de enero de 2010. Luego se trasladó a Le Consortium, en Dijon, Francia; el Museo de Arte de la Escuela de Diseño de Rhode Island, en Providence; y el New Museum, en Nueva York.
Entre 1969 y 1995, realizó más de 75 exposiciones individuales de su trabajo, tanto en los Estados Unidos como en el extranjero. La obra de Benglis forma parte de colecciones que incluyen The Guggenheim, el Museo de Arte del Condado de Los Ángeles, el Museo de Arte Contemporáneo de Scottsdale, el Museo High, la Galería de Arte Albright-Knox, el Museo de Arte de Nueva Orleans, el Museo de Arte Moderno de San Francisco, el Museum of Modern Art, Corcoran Gallery of Art, Whitney Museum of American Art, Walker Art Center, Hokkaido Museum of Modern Art y la National Gallery of Victoria, entre otros.

## Exposiciones individuales y colectivas seleccionadas
- 1970: Exposición individual, Galería Paula Cooper, Nueva York.
- 1971: Kansas State University, Manhattan, Kansas.
- 1971: Works for New Spaces (Trabajos para nuevos espacios), Walker Art Center, Minneapolis, Minnesota.
- 1973: Lynda Benglis Video Tapes, Video Gallery, (Cintas de video de Lynda Benglis, Galería de video), Museo de Arte Everson, Syracuse, Nueva York.
- 1975: Fine Arts Center Gallery, State University of New York College at Oneonta, New York.
- 1979: Georgia State University, Atlanta.
- 1979: Galería Albert Baronian, Bruselas.
- 1980: Portland Center for the Visual Arts, Oregón.
- 1981: Jacksonville Art Museum, Florida.
- 1986: Natural Forms and Forces: Abstract Images in American Sculpture (Formas y fuerzas naturales: imágenes abstractas en la escultura americana), Hayden Gallery, MIT, Cambridge, Massachusetts[38]
- 1988: Lynda Benglis: Recent Sculpture and Works on Paper (Lynda Benglis: escultura y trabajos recientes sobre papel), Cumberland Gallery, Nashville.
- 1991: Dual Natures (Doble naturaleza), The High Museum of Art, Atlanta; viajó al Contemporary Arts Center y al New Orleans Museum of Art; San Jose Museum of Art.
- 1993: Museo Smithsoniano de Arte Americano, Washington D. C.
- 1993: Clothed and Unclothed: Recent Sculpture (Vestida y desvestida: escultura reciente), Richard Gray Gallery, Chicago, Illinois.
- 1993: From the Furnace (Desde el horno), Auckland City Art Center, Auckland, Nueva Zelanda.
- 1995: Lynda Benglis in conjunction with "Chimera: Recent Ceramic Sculpture" (Lynda Benglis en conjunto con "Quimera: escultura de cerámica reciente"), Museo de Arte de Cranbrook, Bloomfield Hills, Michigan.
- 1997: Portland Art Museum, Oregón.
- 1998: Lynda Benglis: Recent Sculpture and a Screening of "Female Sensibility" from 1973 (Lynda Benglis: escultura reciente y proyección de "Sensibilidad femenina" de 1973), Cheim & Readf, Nueva York, 12 de septiembre al 10 de octubre de 1998.
- 1998: Dynamic Silhouette (Silueta dinámica), Kappatos Gallery, Atenas, Grecia.
- 1998: Lynda Benglis: Selected Wall Reliefs (Relieves de pared seleccionados), USF Contemporary Art Museum, Universidad del Sur de Florida, Tampa, Florida,.
- 1999: Lynda Benglis, Guild Hall Museum, East Hampton, Nueva York.
- 1999: Lynda Benglis, Cheim & Read, Nueva York.
- 2000: Galería Weatherspoon, Universidad de Carolina del Norte en Greensboro, Carolina del Norte.
- 2000: Stacked, Forced, Pinched: Clay and Bronze Works by Lynda Benglis (Apiladas, forzadas, pellizcadas: obras de arcilla y bronce de Lynda Benglis), Meadows Museum, Shreveport, Luisiana.
- 2003: Lynda Benglis: Esculturas, Bass Museum of Art, Miami, Florida.
- 2007: "WACK! Art and the Feminist Revolution" (WACK! Arte y la revolución feminists"), Museo de Arte Contemporáneo, Los Ángeles, 4 de marzo a 16 de julio de 2007.
- 2009: Museo Whitney de Arte Estadounidense, Nueva York.
- 2009: Lynda Benglis, Van Abbemuseum, Eindhoven; viajó al Museo Irlandés de Arte Moderno, Dublín; Museum le Consortium, Dijon, Francia; Escuela de Diseño de Rhode Island, Providence; New Museum, Nueva York; El Museo de Arte Contemporáneo de Los Ángeles, California.
- 2009: Lynda Benglis, Cheim & Read, Nueva York, del 19 de noviembre al 2 de enero de 2010.
- 2010: Lynda Benglis, Le Consortium, Dijon, Francia.
- 2011: 1973-1974, Lynda Benglis / Robert Morris, galería mfc-michèle didier, París.
- 2011: Lynda Benglis, Museo de Arte Contemporáneo, Los Ángeles[39]
- 2014: Lynda Benglis, Cheim & Read, Nueva York.
- 2014: Lynda Benglis: Planar Device (Lynda Benglis: Dispositivo Planar), Thomas Dane, Londres, Inglaterra.
- 2015: Lynda Benglis: Water Sources (Lynda Benglis: Fuentes de agua), Storm King Art Center, New Windsor, Nueva York.
- 2015: Lynda Benglis, Hepworth Wakefield, 6 de febrero - 1 de julio de 2015, Wakefield, West Yorkshire, Reino Unido.[40]
- 2015: Exposición individual, Walker Art Center, Minnesota.
- 2016: Benglis and the Baroque (Benglis y el Barroco), Thomas Brambilla, Bérgamo, Italia.
- 2016: Lynda Benglis: Secretos, Bergen Assembly, KODE Art Museums of Bergen, Noruega.
- 2016: Lynda Benglis: Nueva York, Cheim & Read, Nueva York, del 8 de septiembre al 22 de octubre de 2016.
- 2016: Lynda Benglis: Cuerpos, Materia y Alma: Los Esculturas de Lynda Benglis, Museo Internacional del Barroco, Puebla, México.
- 2016: Lynda Benglis, Aspen Art Museum, Aspen, Colorado.
- 2016: Lynda Benglis: Glacier Burger (Hamburguesa Glaciar), Bergen Assembly, Bergen School of Architecture, Bergen, Noruega.
- 2016: Lynda Benglis: Primary Structures (Paula's Props), (estructuras primarias (accesorios de Paula), PRAXIS en Bergen Assembly 2016, KODE Art Museums of Bergen, Bergen Assembly, Bergen, Noruega.
- 2017: Lynda Benglis, Blum & Poe, Los Ángeles, California.
- 2019: Lynda Benglis: In The Realm of the Senses (En el reino de los sentidos), presentada por NEON Organization en el Museo de Arte Cicládico, Atenas, Grecia.
- 2019: Lynda Benglis: Spettri, Thomas Dane Gallery, Nápoles, Italia.
- 2020: Lynda Benglis, Galería Nacional de Arte, Washington D. C., 22 de marzo de 2020 - 24 de enero de 2021.[41]

## Reconocimientos
Some Living American Women Artists / Last Supper (Algunas mujeres artistas americanas vivas / La última cena) (1972), de Mary Beth Edelson, se apropió de The Last Supper (La última cena) de Leonardo da Vinci, la que intervino con cabezas de destacadas mujeres artistas, pegadas sobre la cabeza de Cristo y de sus apóstoles. Benglis fue una de esas mujeres artistas destacadas. Esta imagen, que aborda el papel de la iconografía histórica, artística y religiosa en la subordinación de las mujeres, se convirtió en "una de las imágenes más icónicas del movimiento artístico feminista ".
En 1963, ganó una beca en la Escuela de Verano de Yale-Norfolk y una beca Max Beckmann en 1965.
En 1975 fue galardonada con una Beca Guggenheim. También recibió dos subvenciones del National Endowment for the Arts, una en 1979 y la otra en 1990.
Ha recibido una subvención del Minos Beach Art Symposium, una subvención de Delphi Art Symposium y una subvención de Olympiad of Art Sculpture Park (Corea), todo en 1988. Benglis recibió una subvención del National Council of Art Administration en 1989.
En 2000, recibió un doctorado honorario del Kansas City Art Institute.
En 2017, The International Sculpture Center otorgó a la artista Lynda Benglis y al artista Tony Cragg el Premio a la Trayectoria de Escultura Contemporánea 2017. 